# OSC Lille
Der Lille Olympique Sporting Club, kurz Lille OSC, LOSC Lille oder einfach nur LOSC, im deutschen Sprachraum allgemein bekannt als OSC Lille, ist ein Fußballverein aus der nordfranzösischen Stadt Lille. Sein Spitzname in Frankreich lautet Les Dogues (deutsch „Die Doggen“); seit den 1980er Jahren schmückt ein entsprechender Hund auch das Vereinswappen.

## Geschichte
Gegründet wurde er 1902 als Olympique Lillois. Die Vereinsfarben sind Rot und Blau. Da das 1974 errichtete und inzwischen abgerissene Stade Grimonprez-Jooris neu gebaut werden sollte, spielte der OSC Lille seit 2004 im 18.090 Zuschauer fassenden Stadium Lille Métropole der Nachbarstadt Villeneuve-d’Ascq. Inzwischen ist die sportliche Heimat das neue, 2012 fertiggestellte Stade Pierre-Mauroy (anfangs: Grand Stade Lille Métropole, heute: Decathlon Arena Stade Pierre-Mauroy), das über eine Gesamtkapazität von 50.083 Zuschauern verfügt.

### Ligazugehörigkeit
Das an der Grenze zu Belgien gelegene nordfranzösische Bergbaurevier rund um Lille, Tourcoing, Roubaix und Valenciennes gehört zu den ganz frühen Hochburgen des französischen Fußballs; aus Lille selbst spielten außer Olympique Lillois auch der Iris Club Lillois und der SC Fives eine wichtige Rolle im vor dem Ersten Weltkrieg noch in fünf unterschiedliche Verbände aufgespaltenen Ballsport jenseits des Rheins. Mit diesen beiden Vereinen fusionierte Olympique 1941 bzw. 1944 und nahm dann den Namen Lille Olympique Sporting Club an.
Absolut dominierend war Lille in dem Jahrzehnt nach Ende des Zweiten Weltkriegs: außer zwei Meister- und fünf Pokaltiteln stand die Mannschaft auch noch in zwei weiteren Pokalendspielen und wurde zusätzlich viermal Vizemeister Frankreichs.
In der höchsten Spielklasse war der OSC Lille von 1902 bis 1914 und (nach Einführung der landesweiten Division 1, 2002 in Ligue 1 umbenannt) 1932–1939, 1941–1943, 1945–1956, 1957–1959, 1964–1968, 1971/72, 1974–1977, 1978–1997 und wieder seit 2000 vertreten. Dazwischen (1969/70) war der Klub sogar bis in den Amateurbereich abgerutscht.
Von Lilles Vizemeistertitel 2005 erhofften sich die Fans in einer wirtschaftlich im Umbruch befindlichen Region den Beginn einer neuen „großen Fußballzeit“. In diesem Jahr qualifizierte der Verein sich für die Champions League, in der die Mannschaft in der Gruppenphase vor Manchester United den dritten Platz belegte, der gleichbedeutend mit der Qualifikation für das Sechzehntelfinale des UEFA-Cups war. In diesem Wettbewerb schied der LOSC im Achtelfinale gegen den späteren Titelträger FC Sevilla aus. In der Europa League 2010/11 brachte er es bis ins Sechzehntelfinale. Schließlich feierten die Dogues 2011 mit dem französischen Pokal den ersten Titel seit 56 Jahren und gewannen nur Wochen später auch den ersten französischen Meistertitel seit 1954.
Im Jahr 2012 bestätigte LOSC seinen Platz an der Spitze des nationalen Fußballs mit der erneuten Qualifikation für den prestigeträchtigsten europäischen Vereinswettbewerb, die Champions League in der Saison 2012/13. Nachdem der Klub in dieser Saison nur knapp die UCL-Plätze verfehlt hatte, wechselte Garcia zur Roma, während der ehemalige Montpellier-Trainer René Girard zum neuen Trainer von Lille ernannt wurde. Nach zwei Jahren an der Spitze des Klubs trat Girard im gegenseitigen Einvernehmen von seiner Rolle als Cheftrainer zurück. Neben ihm verließen auch seine Assistenten Gerard Bernadet und Nicolas Girard den Verein. Im Mai 2015 wurde der Nationaltrainer der Elfenbeinküste, Hervé Renard, zum neuen Trainer ernannt. Am 11. November 2015 wurde Renard als Trainer entlassen und durch Frederic Antonetti ersetzt. Am 23. November 2016, ein Jahr nach seiner Ernennung, löste Lille Antonettis Vertrag auf, da der Verein auf dem vorletzten Platz der Tabelle lag. Im März 2017 ernannte Lille Marcelo Bielsa zum neuen Trainer des Vereins. Im November 2017 wurde Bielsa von Lille nach einer unerlaubten Reise nach Chile suspendiert, nachdem der Verein erneut auf dem letzten Tabellenplatz gelegen war und nur drei Siege aus den ersten 14 Saisonspielen hatte einfahren können. Am 23. Dezember 2017 wurde Bielsa von Lille entlassen und durch den ehemaligen Saint-Etienne-Trainer Christophe Galtier ersetzt. Nach einer schwierigen Saison 2017/18 konnte Lille den Abstieg in die Ligue 2 durch einen 3:2-Sieg gegen Toulouse im vorletzten Spiel der Saison vermeiden. In der Ligue-1-Saison 2018/19 qualifizierte sich Lille als Zweiter für die Gruppenphase der UEFA Champions League 2019/20 und kehrte damit nach sieben Jahren Abwesenheit in diesen Wettbewerb zurück. Zwei Spielzeiten später, in der Saison 2020/21, gewann Lille unter der Leitung von Christophe Galtier den ersten Titel in der Ligue 1 seit zehn Jahren und den vierten insgesamt in der Vereinsgeschichte.

### Vereinswappenhistorie

SC Fivois Lille
OSC Lille (1950er)
OSC Lille (1970er)
OSC Lille (1980er)
OSC Lille (2002–2012)
OSC Lille (2012–2018)

### Sportliche Erfolge
- Französische Fußballmeisterschaft
  - Meister: 1933, 1946, 1954, 2011, 2021
  - Vize-Meister: 1936, 1948, 1949, 1950, 1951, 2005, 2019
  - Dritter: 1952, 2001, 2006, 2012, 2014
- Französischer Fußballpokal
  - Sieger: 1946, 1947, 1948, 1953, 1955, 2011
  - Finalist: 1939, 1945, 1949
- Französischer Superpokal
  - Sieger: 2021
  - Finalist: 1955, 2011
- Französischer Ligapokal
  - Finalist: 2016
- Champions League
  - Achtelfinale: 2006/07, 2021/22
- UEFA-Pokal
  - Achtelfinale: 2001/02, 2004/05, 2005/06, 2009/10
- UEFA Intertoto Cup
  - Sieger: 2004
  - Finalist: 2002
- Coupe Latine
  - Finale: 1951

## Kader der Saison 2024/25
| Nr.                | Nat.                         | Name                   | Geburtsdatum  | im Verein seit | Vertrag bis |
| Torhüter           | Torhüter                     | Torhüter               | Torhüter      | Torhüter       | Torhüter    |
| ------------------ | ---------------------------- | ---------------------- | ------------- | -------------- | ----------- |
| 01                 | Italien                      | Vito Mannone           | 2. März 1988  | 2023           | 2025        |
| 16                 | Frankreich                   | Marc-Aurèle Caillard   | 12. Mai 1994  | 2024           | 2025        |
| 30                 | Frankreich                   | Lucas Chevalier        | 6. Nov. 2001  | 2020           | 2027        |
|                    | Frankreich                   | Lisandru Olmeta        | 21. Juli 2005 | 2023           | 2028        |
| Abwehrspieler      |                              |                        |               |                |             |
| 02                 | Algerien                     | Aïssa Mandi            | 22. Okt. 1991 | 2024           | 2026        |
| 04                 | Brasilien                    | Alexsandro             | 9. Aug. 1999  | 2022           | 2028        |
| 05                 | Schweden                     | Gabriel Gudmundsson    | 29. Apr. 1999 | 2021           | 2026        |
| 12                 | Belgien                      | Thomas Meunier         | 12. Sep. 1991 | 2024           | 2026        |
| 14                 | Frankreich                   | Samuel Umtiti          | 14. Nov. 1993 | 2023           | 2025        |
| 18                 | Frankreich                   | Bafodé Diakité         | 6. Jan. 2001  | 2022           | 2028        |
| 20                 | Niederlande                  | Mitchel Bakker         | 20. Juni 2000 | 2024           | 2025        |
| 22                 | Portugal                     | Tiago Santos           | 23. Juli 2002 | 2023           | 2029        |
| 31                 | Brasilien                    | Ismaily                | 11. Jan. 1990 | 2022           | 2025        |
| Mittelfeldspieler  |                              |                        |               |                |             |
| 06                 | Algerien                     | Nabil Bentaleb         | 24. Nov. 1994 | 2023           | 2026        |
| 07                 | Island                       | Hákon Arnar Haraldsson | 10. Apr. 2003 | 2023           | 2028        |
| 08                 | England                      | Angel Gomes            | 31. Aug. 2000 | 2020           | 2025        |
| 10                 | Frankreich                   | Rémy Cabella           | 8. März 1990  | 2022           | 2025        |
| 17                 | Kongo Demokratische Republik | Ngal’ayel Mukau        | 3. Nov. 2004  | 2024           | 2028        |
| 21                 | Frankreich                   | Benjamin André         | 3. Aug. 1990  | 2019           | 2026        |
| 23                 | Kosovo                       | Edon Zhegrova          | 31. März 1999 | 2022           | 2026        |
| 26                 | Portugal                     | André Gomes            | 30. Juli 1993 | 2024           | 2026        |
| 29                 | Frankreich                   | Ethan Mbappé           | 29. Dez. 2006 | 2024           | 2027        |
| 32                 | Frankreich                   | Ayyoub Bouaddi         | 2. Okt. 2007  | 2023           | 2027        |
| Stürmer            |                              |                        |               |                |             |
| 09                 | Kanada                       | Jonathan David         | 14. Jan. 2000 | 2020           | 2025        |
| 11                 | Marokko                      | Osame Sahraoui         | 11. Juni 2001 | 2024           | 2029        |
| 19                 | Spanien                      | Matias Fernandez-Pardo | 3. Feb. 2005  | 2024           | 2029        |
| 24                 | England                      | Chuba Akpom            | 9. Okt. 1995  | 2025           | 2025        |
| Stand: 4. Mai 2025 |                              |                        |               |                |             |

## Liste der Vereinspräsidenten
| Name                           | im Amt        |
| ------------------------------ | ------------- |
| Louis Henno                    | 1944 bis 1959 |
| Pierre Kles                    | 1959 bis 1962 |
| Jean Denis                     | 1962 bis 1966 |
| Robert Barbieux                | 1966 bis 1970 |
| Max Pommerolle                 | 1970 bis 1973 |
| Paul-Mary Delannoy             | 1973 bis 1977 |
| Jacques Amyot / Roger Deschodt | 1977 bis 1980 |
| Jacques Dewailly               | 1980 bis 1990 |
| Pierre Balay / Guy Lefort      | 1990 bis 1991 |
| Claude Guedj                   | 1991          |
| Paul Besson                    | 1991 bis 1993 |
| Marc Devaux                    | 1993 bis 1994 |
| Bernard Lecomte                | 1994 bis 2000 |
| Luc Dayan                      | 2000 bis 2001 |
| Francis Graille                | 2001 bis 2002 |
| Michel Seydoux                 | 2002 bis 2017 |
| / Gérard Lopez                 | 2017 bis 2020 |
| Olivier Létang                 | seit 2020     |

## Liste der Trainer
In Klammern: Anzahl der Amtszeiten
| Name                               | im Amt                            |
| ---------------------------------- | --------------------------------- |
| George Berry                       | 1944 bis 1946                     |
| André Cheuva                       | 1946 bis 1958                     |
| Jacques Delepaut                   | Apr. 1959 bis 1959 (interim)      |
| Jules Vandooren                    | 1959 bis 1961                     |
| Jean Baratte                       | 1961 bis 1962                     |
| Jean Van Gool                      | 1962 (interim)                    |
| Guy Poitevin                       | 1962 bis 1963                     |
| Jules Bigot                        | 1963 bis 1966                     |
| Jean Van Gool (2)                  | 1966 (interim)                    |
| Daniel Langrand                    | 1966 bis 1969                     |
| Joseph Jadrejak                    | 1969 bis 1970                     |
| René Gardien                       | 1970 bis 1973                     |
| Georges Peyroche                   | 1973 bis Nov. 1976                |
| Charles Samoy                      | Nov. 1976 bis 1977 (interim)      |
| José Arribas                       | 1977 bis 1982                     |
| Arnaud dos Santos                  | 1982 bis 1984                     |
| Georges Heylens                    | 1984 bis 1989                     |
| Jacques Santini                    | 1989 bis 1992                     |
| Bruno Metsu                        | 1992 bis Feb. 1993                |
| Henryk Kasperczak                  | Feb. 1993 bis Juni 1993           |
| Pierre Mankowski                   | 1993 bis 1994                     |
| Jean Fernandez                     | 1994 bis Aug. 1995                |
| Jean-Michel Cavalli                | Aug. 1995 bis Mär. 1997           |
| Hervé Gauthier / Charles Samoy (2) | Mär. 1997 bis 1997                |
| Thierry Froger                     | 1997 bis Sep. 1998                |
| Vahid Halilhodžić                  | Sep. 1998 bis Dez. 2001           |
| Bruno Baronchelli                  | Dez. 2001 bis Jan. 2002 (interim) |
| Vahid Halilhodžić                  | Jan. 2002 bis Juni 2002           |
| Claude Puel                        | 2002 bis 2008                     |
| Rudi Garcia                        | 2008 bis 2013                     |
| René Girard                        | 2013 bis 2015                     |
| Hervé Renard                       | 2015 bis Nov. 2015                |
| Patrick Collot                     | Nov. 2015 (interim)               |
| Frédéric Antonetti                 | Nov. 2015 bis Nov. 2016           |
| Patrick Collot (2)                 | Nov. 2016 bis Feb. 2017           |
| Franck Passi                       | Feb. 2017 bis 2017                |
| Marcelo Bielsa                     | 2017 bis Nov. 2017                |
| João Sacramento                    | Nov. 2017 bis Dez. 2017 (interim) |
| Christophe Galtier                 | Dez. 2017 bis Mai 2021            |
| Jocelyn Gourvennec                 | Juli 2021 bis Juni 2022           |
| Paulo Fonseca                      | Juli 2022 bis Juni 2024           |
| Bruno Genesio                      | Juli 2024 -                       |

## Bekannte ehemalige Spieler
| - Éric Abidal - Jocelyn Angloma - Jean Baratte - Marko Baša - Guillaume Bieganski - Jules Bigot - René Bihel - François Bourbotte - André Cheuva | - Bruno Cheyrou - Pascal Cygan - Mathieu Debuchy - Julien Darui - Robert Défossé - Yvon Douis - Vincent Enyeama - Gervinho - Eden Hazard | - Joseph Jadrejak - Bernard Lama - Jean Lechantre - Rio Mavuba - Matt Moussilou - Jean-Marie Prévost - Benjamin Pavard - Nicolas Pépé - César Ruminski | - Antoine Sibierski - Marceau Somerlinck - Moussa Sow - André Strappe - Boleslaw Tempowski - Jules Vandooren - Roger Vandooren - Jean Vincent - Patrick Kluivert |

## Frauenfußball
Seit Mitte 2015 gehört erstmals auch eine Frauenfußballabteilung zum Verein. Diese entstand durch den Übertritt der Frauen des benachbarten FF Templemars-Vendeville, dessen Startplatz in der zweiten Liga Lille für die Saison 2015/16 übernommen hat. In der Saison 2017/18 traten die Frauen des LOSC zum ersten Mal in der höchsten französischen Spielklasse an.